# Baçal
Baçal es una freguesia portuguesa del municipio de Braganza, con 24,76 km² de superficie y 470 habitantes (2001). Su densidad de población es de 19,0 hab/km².